# Agrardreieck
Das Agrardreieck war die landwirtschaftlich nutzbare Großregion in der damaligen Sowjetunion. Es erstreckte sich im Raum zwischen Sankt Petersburg, Odessa und Irkutsk (am Baikalsee) im Osten. Es umfasste ca. drei Millionen Quadratkilometer. Im Westen erreichte es seine größte vertikale Ausdehnung und zog sich Richtung Osten keilförmig hin, deshalb die Bezeichnung Dreieck.   
Während nördlich des Agrardreiecks große Kälte, lange Winter und Permafrostböden die Landwirtschaft behindern, bringt südlich davon die intensive Landwirtschaft ohne Bewässerung Probleme mit sich. Im Norden wird das Agrardreieck durch den borealen Nadelwald (auch Taiga genannt) abgegrenzt, der so dicht ist, dass kein Sonnenlicht den Boden erreicht. Im Agrardreieck werden neben Getreide auch Zuckerrüben, Mais und Sonnenblumen angebaut. 
Im nördlichen Teil finden sich die weniger fruchtbaren Podsolböden, in den südlichen ehemaligen Waldsteppen und Steppen bildeten sich die fruchtbaren, mächtigen Schwarzerdeböden. Früher galt dieser südliche Raum auch als „Kornkammer Europas“. Ein Problem stellt hier die durch Winde und Niederschläge verursachte Bodenerosion dar; auch kalte und schneearme Winter sowie trockenheiße Sommer und Stürme mindern den Ernteertrag. Erst am Anfang des 20. Jahrhunderts begann man im Rahmen von „Neulandaktionen“ mit der Intensivierung der Landwirtschaft.
Im Süden dagegen ist es sehr trocken. Man spricht dort von der Klimatischen Trockengrenze.
In der Sowjetunion war Landwirtschaft außerhalb des Agrardreiecks noch am Schwarzen Meer, im Kaukasus mit Wein und Obst sowie mit Baumwolle in Mittelasien möglich.